# Ouratea
Ouratea es un género de plantas fanerógamas que pertenecen a la familia Ochnaceae.  Comprende 522 especies descritas y de estas, solo 152 aceptadas.

## Taxonomía
El género fue descrito por Jean Baptiste Christophore Fusée Aublet y publicado en Histoire des Plantes de la Guiane Françoise 1: 397, t. 152. 1775.  La especie tipo es:  Ouratea guianensis Aubl. 

## Especies seleccionadas
A continuación se brinda un listado de algunas de las especies del género Ouratea  aceptadas hasta mayo de 2014, ordenadas alfabéticamente. Para cada una se indica el nombre binomial seguido del autor, abreviado según las convenciones y usos: 
- Ouratea acuminata (DC.) Engl,J,R.
- Ouratea alaternifolia (A. Rich.) Engl. - guanabanilla de Cuba, orillas de arroyo.[4]
- Ouratea amplexicaulis (O. Hoffm.) Baill.
- Ouratea amplifolia Sleumer
- Ouratea andongensis (Hiern) Exell
- Ouratea angulata Tiegh.
- Ouratea apurensis Sastre
- Ouratea aquatica (Kunth) Engl. - onocochenini del Orinoco[4]